# جاوید تقی‌اف (بازیکن فوتبال)
جاوید تقی‌اف (ترکی آذربایجانی: Cavid Tağıyev؛ زادهٔ ۲۲ ژوئیهٔ ۱۹۹۲) بازیکن فوتبال اهل جمهوری آذربایجان است.
از باشگاه‌هایی که در آن بازی کرده‌است می‌توان به باشگاه فوتبال توران تووز، باشگاه فوتبال قره‌باغ، و باشگاه فوتبال آزال باکو اشاره کرد.
وی همچنین در تیم‌های ملی فوتبال زیر ۲۱ سال جمهوری آذربایجان و جمهوری آذربایجان بازی کرده‌است.